# Jaka Brodnik
Jaka Brodnik (Lubiana, 27 febbraio 1992) è un cestista sloveno.